# Doppio.tv
doppio.tv war ein europäischer Multimediakanal im Lifestyle-Segment. Am 26. August 2016 wurde bekannt, dass doppio.tv zum 30. September 2016 eingestellt wird.
Im Oktober 2014 ging doppio.tv aus der 2011 von Peter Christ gegründeten Werbebeilage doppio verschiedener Zeitungen hervor, deren Herausgeber auch doppio.tv betrieben. Der internetbasierte Kanal verfügte über rund 70 Mitarbeiter in zwei TV-Studios und einer Redaktion und betrieb Marketing in den Bereichen Luxus, Reise, Genuss, Automotive und Business. Geschäftsführer war Olaf Zachert, COO zeitweise der Hamburger Klaus Ebert. Damals wurden fünf Sendeformate produziert. Ab April 2015 wurde das halbstündige Magazinformat doppio.tv – das Magazin, abwechselnd moderiert von Caroline Beil, Sarah Bórquez und Anne-Kathrin Kosch, in den Schweizer Fernsehsendern TV24 und TV25 ausgestrahlt und war auch im Internet sowie per mobiler App verfügbar.

## Sendungen/Formate
- doppio.tv – das Magazin mit Caroline Beil, Sarah Bórquez und Anne-Kathrin Kosch
- Zwei Tage in.. mit Verena Wriedt
- Trends in the City mit Tanja Bülter
- doppio.tv – das Reisemagazin mit Verena Wriedt
- World Wide Wedding Reporter mit Frank Matthée